# Florent Schmitt

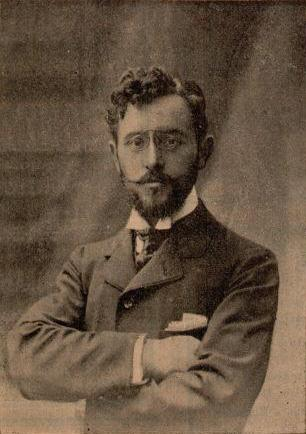
Florent Schmitt, 1900

Florent Schmitt (* 28. September 1870 in Blâmont; † 17. August 1958 in Neuilly-sur-Seine) war ein französischer Komponist.

## Leben
Schmitt studierte am Conservatoire de Paris bei Albert Lavignac, André Gedalge, Jules Massenet und Gabriel Fauré. Mit seinem Kommilitonen Maurice Ravel schloss er Freundschaft. 1900 gewann Schmitt mit der Kantate Sémiramis den Prix de Rome. Er unternahm Reisen durch Europa und den vorderen Orient. 1922–24 unterrichtete er Harmonielehre am Konservatorium von Lyon, 1929–39 arbeitete er als Musikredakteur der Tageszeitung Le Temps. Ab 1936 war Schmitt als Nachfolger von Paul Dukas Mitglied der Académie des Beaux-Arts. Bereits seit 1932 war er assoziiertes Mitglied der Académie royale des Sciences, des Lettres et des Beaux-Arts de Belgique. 1957 wurde er mit dem Großen Musikpreis der Stadt Paris ausgezeichnet.
Schmitts Werkkatalog zählt 138 Opusnummern sowie weit über zwanzig unpublizierte Kompositionen. Seine Werke umfassen alle musikalischen Werkgattungen außer der Oper und Operette. Er zählte in den ersten beiden Jahrzehnten des 20. Jahrhunderts zu den führenden Komponisten Frankreichs. Insbesondere Psaume XLVII op. 38, Le Palais hanté op. 49, La Tragédie de Salomé op. 50 und das Klavierquintett op. 51 waren in ihrer avancierten Harmonik, Rhythmik und Metrik, ihrer starken Expressivität und meisterhaften Instrumentation seinerzeit hoch modern und nahmen spätere Innovationen von Strawinsky und Messiaen vorweg. Somit war Florent Schmitt bis zum Ende des Ersten Weltkrieges ein durchaus fortschrittlicher Komponist. Seine Werke leiteten dabei eine allmähliche Ablösung von der Dominanz des französischen Impressionismus ein. Doch war er zugleich ein eminenter Individualist, den die zahllosen Richtungswechsel und Trends der 1920er, 1930er, 1940er und 1950er Jahre scheinbar völlig unberührt ließen. So geriet er über die Jahrzehnte, insbesondere nach dem Zweiten Weltkrieg, trotz der außerordentlich hohen Qualität seiner Werke ins Abseits des französischen und internationalen Musiklebens.
Bemerkenswert am Œuvre Schmitts ist zum einen, dass er trotz aller Modernismen, die seine Werke in den ersten beiden Jahrzehnten des 20. Jahrhunderts auszeichneten, an den musikalischen Formen des 19. Jahrhunderts festhielt, und zum anderen seine für einen französischen Komponisten dieser Epoche ungewöhnlich tief wurzelnde Verbindung zur deutschen Romantik (Brahms, Schumann) und Spätromantik (Wagner und Strauss). Letzteres kommt insbesondere in seinem nuancenreichen, polyphonen Instrumentalsatz zum Ausdruck.
Sein Œuvre enthält mindestens acht geistliche Vokalwerke in verschiedensten Besetzungen von a cappella bis zur gigantischen Orchestrierung, daneben etwa ebenso viel weltliche Vokalmusik. Hinzu kommen etwa sieben Kantaten, etwa ebenso viele Gesangsensembles, viele Lieder, diverse Bühnenwerke (Ballett- und Bühnenmusik), sehr viel Klaviermusik sowie eine Reihe symphonischer Werke, die sich am spätromantischen Konzept der Sinfonischen Dichtung orientieren. Ähnliches in der Kammermusik, die reichlich vorliegt. Weiterhin schrieb er mindestens zwei Werke für Violoncello und Orchester opp. 77 und 113, eine Symphonie concertante für Klavier und Orchester op. 82 sowie eine Légende für Altsaxophon (oder Viola) und Orchester op. 66.

## Antisemit und Anhänger des deutschen Nationalsozialismus
Florent Schmitt war Antisemit und Anhänger des deutschen Nationalsozialismus. Dies wird auch durch den Vorfall vom 26. November 1933 in der Pariser Salle Pleyel belegt: Im Rahmen eines Konzerts, in dem neben Bach, Beethoven, Schumann und R. Strauss auch drei Songs aus Kurt Weills Der Silbersee aufgeführt wurden, schrie Schmitt „Vive Hitler!“, und laut der Aussage des antisemitischen Journalisten Lucien Rebatet fügte er hinzu: „Wir haben schon genug schlechte Musiker in Frankreich, auch ohne dass wir alle Juden aus Deutschland aufnehmen!“ Bezeichnenderweise hatte das Publikum gerade die Wiederholung der Ballade „Cäsars Tod“ verlangt, die eine Anspielung auf Hitler war („Cäsar wollte mit dem Schwert regieren und ein Messer hatte ihn gefällt.“). Schon bei der Uraufführung von Der Silbersee in Leipzig, Erfurt und Magdeburg (18. Februar 1933) war es dort zu organisierten Nazi-Krawallen gekommen, und Kurt Weill flüchtete am 21. März 1933 nach Paris.
Auch das Simon Wiesenthal Center förderte Belastendes gegen Florent Schmitt zu Tage. Schmitt, daran konnte es nun keinen Zweifel mehr geben, war nicht nur ein Meister komplexer Tonfolgen und kühner Rhythmen. Unter dem Vichy-Regime avancierte er zum Ehrenpräsident der musikalischen Subdivison innerhalb der künstlerischen Sektion der „Groupe Collaboration“, einer den Nationalsozialisten nahestehenden Intellektuellengruppierung. Ziel der Gruppierung war es, kulturelle Verbindungen und Nähe mit Nazi-Deutschland zu etablieren und zu pflegen.
Schmitts Geisteshaltung scheint mit der des französischen Schriftstellers Louis-Ferdinand Céline oder Ezra Pound vergleichbar, die, trotz ihrer Sympathie für den Nationalsozialismus bzw. den Faschismus, Vertreter der Moderne waren.

## Werke (Auswahl)

### Geistliche Chormusik
- Psaume 47 für Sopran, gemischten Chor, Orgel und Orchester, 1904

### Werke für Orchester
- En Été für Orchester, 1894
- Musique de Plein Air für Orchester, 1897–1904
- Combat des Raksasas et Délivrance de Sitâ, Symphonische Dichtung für Orchester, 1898
- Rhapsodie Parisienne für Orchester, 1898
- Quatre Pièces für Orchester, 1899
- Le Palais Hanté, Symphonische Studie für Orchester, 1900–04
- Trois Rhapsodies für Orchester, 1903/04
- Feuillets de Voyage für Orchester, 1903–13
- Reflets d' Allemagne für Orchester, 1905
- Pupazzi – Acht Stücke für Orchester, 1907
- La Tragédie de Salomé, Ballett, 1907
- La Tragédie de Salomé, Symphonische Suite, 1910
- Rêves für Orchester, 1913–15
- Chant d'Espérance des Bleus, 1916
- Légende für Saxophon oder Viola oder Violine und Orchester, 1918
- Antoine et Cléopâtre, Sechs symphonische Episoden nach William Shakespeare, 1919/20
- Antoine et Cléopâtre, Bühnenmusik für Orchester, 1919/20
- In Memoriam für Orchester, 1922
- Mirages für Orchester, 1923
- Le Petit Elfe Ferme-l' Oeil, Ballett, 1923
- Danse d' Abisag, 1925
- Salammbô, Sechs symphonische Episoden nach Gustave Flaubert, 1926
- Ronde Burlesque für Orchester, 1927
- Cancunik, Suite für Orchester, 1927
- Reflets, Ballett, 1932
- Oriane et le Prince d'Amour, Ballett, 1932/33
- Oriane la Sans-Égale, Suite für Orchester, 1934
- Chaîne Brisée für Orchester, 1936
- Suite sans Esprit de Suite für Orchester, 1937
- Janiana, Sinfonie für Streichorchester, 1941
- Scènes de la Vie Moyenne, 1950
- Jardin Secret, Ballett, 1953
- 2. Sinfonie, 1956–58

Filmmusik
- 1924: Fonctionnaire MCMXII
- 1925: Salambo
- 1943: Essais de Locomotives

### Kammermusik
- Quintett für 2 'Violinen, Viola, Violoncell und Klavier op. 51 (1901–1908)
- Sonate libre en deux parties für Violine und Klavier op. 68 (1918/19)
- Streichtrio op. 105 (1944–1946)
- Quatour de flûtes (Flötenquartett) op. 106 (1944) (gedruckt 1949)
- Streichquartett in gis, op. 112 (1947)
- Quatuor pour presque tous les temps für Violine, Violoncello, Flöte und Klavier op. 134 (1956)
- Suite op.133 en trois parties für Trompete und Klavier (1955)
- Quatuor pour Saxophones opus 102 (gedruckt 1948)
- Sonatine en trio für Flöte, Klarinette und Klavier

### Werke für Blasorchester
- 1900–1906: Sélamlik – Türkisches Divertissement für Blasorchester
- 1913–1914: Dionysiaques, Symphonische Dichtung für Blasorchester

Quelle: